# 赤星真衣子
赤星 真衣子（あかほし まいこ、12月9日 - ）は、日本の女性声優、ナレーターである。フォレストリンク準所属。

## 経歴
2015年10月よりアイミモザに所属。2017年4月よりアル・シェアに移籍。
2018年8月付でアル・シェアを退所し、9月よりフォレストリンクに所属。

## 人物
好きな食べ物はお寿司と甘い物。
柴犬を愛してやまない。
趣味はダンス、愛犬との妄想会話という変わった一面ももっている。
特技は歌と360°開脚、動物の鳴き真似。
動物の鳴き真似のエピソードとして、2016年の東京ゲームショウ出演の最終日に罰ゲームでヤギのモノマネをした結果、そのモノマネがうけ、アルケミアストーリーにてヤギの実装が決まるというものがあった。
同じ事務所の野長瀬美慧の楽曲YOLO!!のミュージックビデオのバックダンサー兼コーラスとして参加して特技のダンスを披露している。

### 交友関係
生テレの「次世代プリンセスを発掘！ 声優サバイバル」という企画を通じて、同企画に参加した多数の新人声優と交友をもち、中村紗彩、木本久留美とはコラボ配信を実施した。
また、企画当時同じ事務所だった平山さや香とも二度コラボ配信を行っている。

## 出演

### テレビアニメ
- ラブライブ!サンシャイン!!（2017年、女子生徒）
- レディスポ（2018年、アミ）
- ゾイドワイルド（2019年、子供）
- 魔入りました!入間くん（2021年、生徒たち）

### ゲーム
2016年
- トリックスター〜召喚士になりたい〜（ミランダ・ウォティ、プリンスツタン 他）

2017年
- アルケミアストーリー（YOME）
- ファイトリーグ（太陽のパシスタ サンバースト）

2019年
- ウィザーズシンフォニー（ニナ・レイジーデイジー
- Borderlands3（ブラッドシャイン）
- サマースウィートハート（峰山千尋）

2020年
- グランドインテンション・アジャストメント（ヴェラ）

### ラジオドラマ
- 部長 有栖川幸平（山本）
- 凝り性が起こした大参事（佐藤）
- 11位の女（アキコ）
- 僕は霊感体質（真奈）
- 笑いの絶えない人生（妹、孫）
- 真島直樹（客、子供）
- 生まれ変わった男（母）
- 逆転アイドル（まな、望）

### 吹き替え
- NEVER LET GO
- 3時間/THREE HOURS（エマ）
- ディスクローズ 葬られた秘密（マリア・ゴンサレス〈アンジー・セペダ（英語版）〉）

### テレビドラマ
- カッコウの卵は誰のもの（2016年）

### MC
- ラオスフェスティバル2012
- ラオスフェスティバル2016

### デジタルコミック
- ENSOKU
  - アンドロイドと女子高生（亜子（アコ）[5]）※赤柴くう名義
  - お義兄ちゃんは外国人!![6]（姉）※赤柴くう名義
  - やしろあずきの人生ギャグ漫画（少年[7]）※赤柴くう名義
- 野いちご・ベリーズカフェチャンネル
  - しあわせ食堂の異世界ご飯（2020年、アリア[8]）
  - 恋と嘘は隠せない（2021年、野中美海[9]）
  - 腹黒カレシは溺愛をこじらせる（2021年、乃々花の母[10]）
  - ご懐妊!!（2022年、梅原佐波[11]）
- ジャンプチャンネル
  - 逃げ上手の若君（2021年、清子[12]）
  - 青少年有害環境規制法（2021年、青少年[13]）
  - 漫画家異世界取材旅行（2021年、シスター[14]）
  - お前んち、お化け屋敷（2021年、トイレの女神[15]）
  - 灼熱のニライカナイ（2021年、女性[16]、島民[17]）
  - ぱらそる同盟（2021年、成田の母[18]）
  - メテオ・ストライク（2021年、幼稚園生[19]）
  - アオのハコ（2021年、大喜の母[20]、千夏の友人[21]）
  - 木曜日のラジオスター（2021年、女子生徒[22]）
  - 後輩部長ゆらりちゃん（2021年、女子生徒[23]）
  - とげとげ（2021年、女子生徒[24]、母親[25]）
  - 青眼の大和（2021年、幼少期の大和[26]）
  - 大東京鬼嫁伝（2021年、じんたの母[27]）
  - レッドフード（2021年、村人[28]）
  - ルリドラゴン（2021年、青木海[29]）
  - まとはずれQ道部（2021年、臼間真子[30]）
  - 恋の神様（2021年、担任[31]）
  - DC3（2021年、JK1[32]）
  - PPPPPP（2021年、看護師[33]、亜子の母[34]）
  - 刻どキ（2021年、子供[35]）
  - ドロンドロロン（読切版）（2021年、警察官[36]）
  - 忍SS（2021年、女子生徒[37]）
  - バイオリン姫（2021年、お母さん[38]）
  - 月の兎は飛ぶらしい（2022年、レポーター[39]）
  - 失恋ビギニング（2022年、斎宮虎孤亜[40]）
  - 私と薬師様の旅（2022年、渠ノ須家当主[41]）
  - ヒガンノヒ（2022年、渠ノ須家当主[42]）
  - キルアオハル（2022年、女子生徒[43]）
  - チェンジ！チェンジ！ゾンビ〜！（2022年、生徒[44]）
  - 殺っちゃん（2022年、ファミレスの客[45]）
  - 善鬼とトゲ吉「登龍坂の巻」（2022年、ツチノコ[46]）
  - 地獄のカンダタ（2022年、新太郎の母[47]）
- エースこみっくチャンネル
  - 美木さん、大好きです!（2021年、女子高生[48]、アゲハの母[49]）
  - ドM女子とがっかり女王様（2021年、みすずの母[50]、店員[51]、クラスメイト[52]、電車内の女子[53]）
  - すれ違いは夫婦の始まり（2021年、若葉絵里[54]）
- 集英社マンガ公式
  - 狂四郎2030（2023年、子供）

### オーディオドラマ
- みらい文庫ちゃんねる
  - 絶望鬼ごっこ（2021年、宮原葵[55]）
  - ウソカレ!?（2021年、寺田咲月）※第1話（#1）のみデジタルコミック[56][57]
  - 戦国姫-甲斐姫の物語-（2022年、甲斐姫[58]）
  - 戦国姫-茶々の物語-（2022年、ナレーション[59]）

### オーディオブック
- medium 霊媒探偵城塚翡翠（2020年、由紀乃[60]）
- invert 城塚翡翠倒叙集（2022年、優太[61]）